# ورزش رزمی
ورزش رزمی (به انگلیسی: Combat sport) یا ورزش مبارزه‌ای (به انگلیسی: Fighting sport) گونه‌ای ورزش برخوردی رقابتی است که بیشتر وقت‌ها، شامل مبارزه‌های تن به تن می‌شود. در بسیاری از ورزش‌های رزمی، اگر یکی از مسابقه‌دهندگان بتواند امتیاز بیشتری نسبت به حریفش بگیرد یا او را از حرکت بیندازد یا به اصطلاح ناک اوت کند برنده می‌شود.